# Lorenzo De Castro
Lorenzo De Castro (1677 – 1764) è stato un compositore italiano.
Monaco olivetano, ha composto 15 sonate per tromba marina conservate alla SLUB di Dresda, composte presumibilmente nella prima metà del Settecento.